# Männedorf
Männedorf je město v kantonu Curych ve Švýcarsku. Žije zde  obyvatel.

## Geografie
Männedorf leží na severním břehu Curyšského jezera, asi 18 kilometrů jihovýchodně od Curychu. Rozloha obce činí 476 ha, z toho je 26,3 % zemědělská plocha, 37,8 % zastavěná plocha, 23,9 % les, 11,6 % dopravní plocha, 0,2 % vodní plocha a 0,2 % neproduktivní plocha. Obec se rozkládá na jižním svahu masivu Pfannenstiel od pravého břehu Curyšského jezera až k návrší Stäfner Türli. Břeh jezera leží ve výšce 406 metrů nad mořem, nejvyšší bod v lokalitě Stollen ve výšce 661 metrů. Obec leží na terasách, které probíhají paralelně s hřebenem Pfannenstiel. Původně malá vesnice, zaměřená na zemědělství u břehu jezera, se od výstavby železnice výrazně proměnila a rozšířila se směrem do kopců. Díky plánování dálnice, pro kterou silniční úřad vykoupil pozemky, je horní část Männedorfu rekreační oblastí. Männedorf je součástí městské aglomerace města Curych a urbanisticky postupně srostl s okolními obcemi.
Sousedními obcemi jsou Uetikon am See, Oetwil am See a Stäfa.

## Historie

Letecký pohled (1919)

Z doby raného středověku pocházejí alemanští hroby a stopy kostela z 8. století na kostelním návrší. Název obce Männedorf je rovněž alemanského původu; poprvé je doložen v roce 933 jako Mannidorf. Pravděpodobně je složen ze starohornoněmeckého osobního jména Manno, doloženého v listinách z kláštera sv. Havla v St. Gallenu, a starohornoněmeckého obecného slova dorf (osada, vesnice, dvůr, usedlost). Původní Mannindorf tedy znamenalo „vesnice, malá osada člověka jménem Manno“. První písemná zmínka pochází z roku 933 v listině o darování klášteru sv. Havla, týkající se lokality Ruppertsmatt, která dnes již není na mapách vyznačena, respektive je pojmenována podle sousední Oberstmatt, ležící na území obce Uetikon.
Původně vesnici obývali rybáři, rolníci a vinaři a patřila klášteru Pfäfers. Z finančních důvodů byla později prodána poddaným kláštera Einsiedeln. Od roku 1405 do roku 1798 byla vesnice součástí curyšské vrchní správy (Obervogtei), o čemž svědčí Untervogthaus (dům podrychtáře) v centru obce. Podrychtář byl volen z řad obyvatelstva a byl to nejvyšší úřad, kterého mohl venkovan dosáhnout. Povinnost odvádět desátky vůči Einsiedelnu však zůstala zachována a desátek musel být na náklady správce (Meier) dopravován lodí do místodržitelství v Pfäffikonu. Klášter Einsiedeln byl také odpovědný za plat (reformovaného) faráře, což opakovaně vedlo k neshodám.
Po výstavbě železnice Curych – Meilen – Rapperswil v roce 1894 začal hospodářský rozmach. Uchytily se různé řemeslné a průmyslové podniky, jako výroba varhan, jemná mechanika a zabezpečovací technika.

## Obyvatelstvo
| Rok            | 1799 | 1850 | 1900 | 1950 | 1960 | 1970 | 1980 | 1990 | 2000 | 2005 | 2010   | 2015   | 2020   | 2022   |
| Počet obyvatel | 2166 | 2382 | 2902 | 4396 | 6182 | 7419 | 7651 | 7406 | 8244 | 9534 | 10 437 | 10 588 | 11 389 | 11 424 |

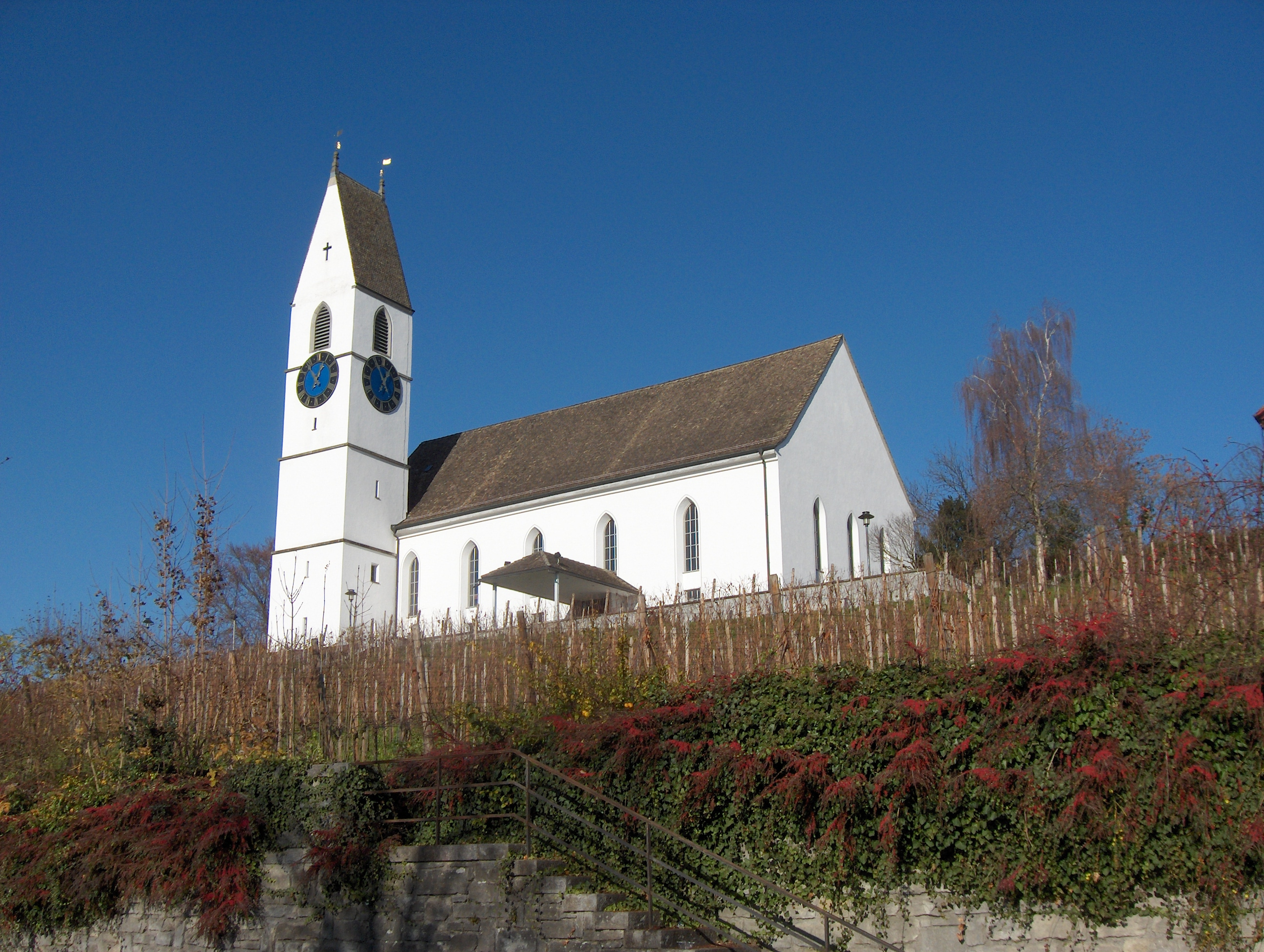
Reformovaný kostel

Úředním jazykem obce je němčina. Místní dialekt němčiny je nazýván Züridütsch (curyšská němčina). Většina obyvatel hovořila k roku 2000 německy (88,0 %), druhou nejčastější řečí byla italština (2,6 %) a třetí angličtina (1,5 %).

## Hospodářství
V Männedorfu se nachází krytý bazén, několik domovů důchodců, kino Wildenmann, několik hotelů a kantonální dětský domov „Brüschhalde“ (bývalý sirotčinec). Kromě několika průmyslových podniků a obchodního sektoru poskytuje pracovní místa také několik stále fungujících zemědělských podniků. V Männedorfu se nachází švýcarská centrála rakouské společnosti Swarovski. Společnost Orgelbau Kuhn, která zde sídlí od roku 1864, je největší švýcarskou firmou na stavbu varhan. Svými novostavbami a restauracemi se proslavila po celém světě. Varhany z Männedorfu jsou instalovány například ve dvorní kapli v Hofburgu ve Vídni.

## Doprava

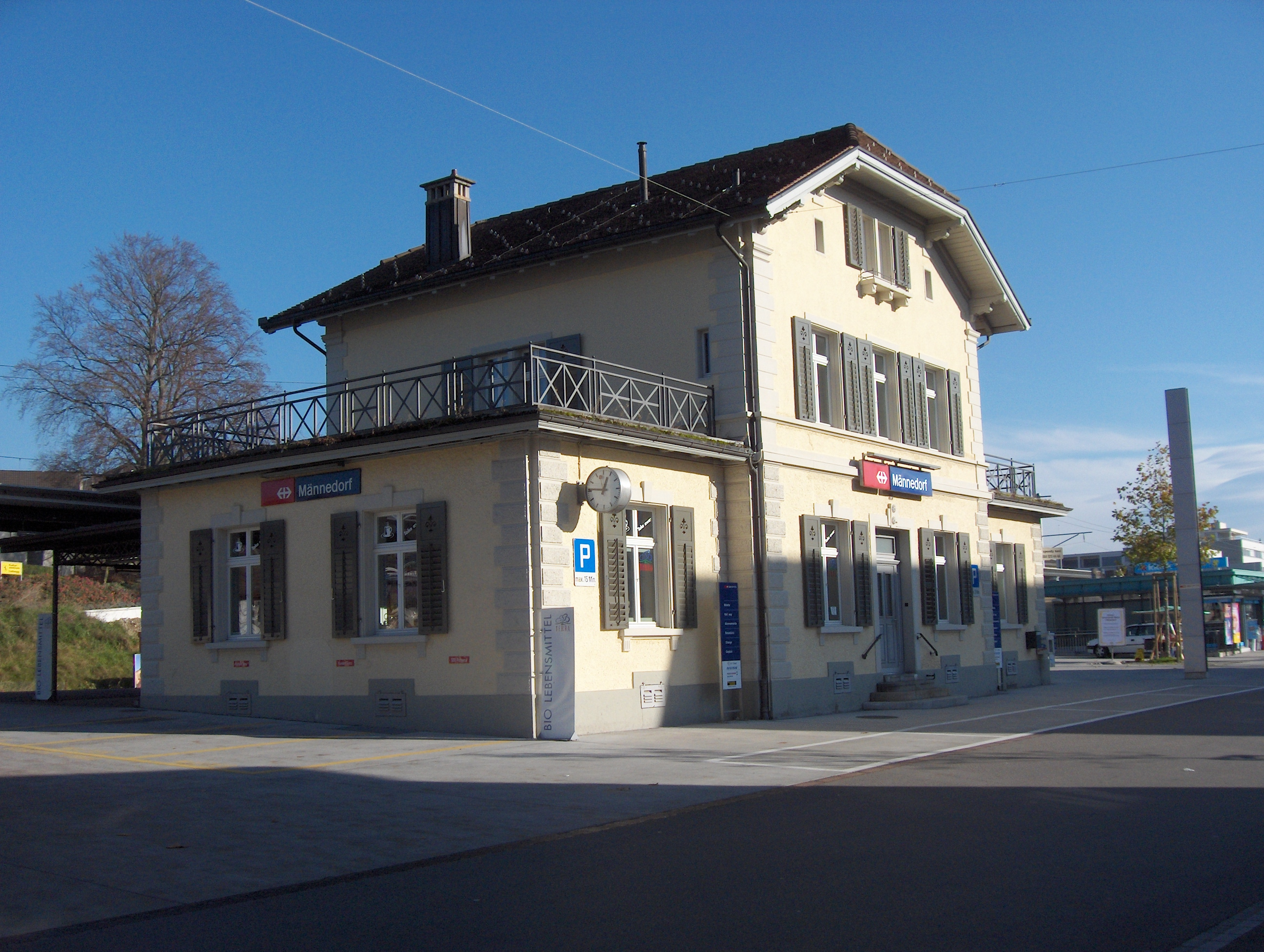
Železniční stanice

Männedorfem prochází železniční trať Curych–Rapperswil, která byla otevřena 14. března 1894 a elektrifikována v květnu 1926. Männedorf obsluhuje linka S7 curyšského systému vlakových linek S-Bahn. V 60. letech 20. století získala tato trať speciálně kantonem Curych financované elektrické jednotky RABDe 12/12 (přezdívané Mirage) a tzv. „pevný jízdní řád“ (dnes známý jako taktový jízdní řád). Na této lince byl od roku 1968 testován půlhodinový interval vlaků a samoobslužná kontrola jízdenek, což se přibližně o 25 let později rozšířilo na celostátní regionální dopravu.
Dále obec obsluhují autobusové linky, které jsou provozovány dopravním svazem Verkehrsbetriebe Zürichsee und Oberland (VZO). Kromě toho do Männedorfu jezdí lodě společnosti Zürichsee-Schiffahrtsgesellschaft, spojující sídla na Curyšském jezeře.

## Osobnosti
- Gerhard Müller (1915–1985), podnikatel a vynálezce
- Diana Romagnoliová (* 1977), sportovní šermířka